# Ludolph Lehmus
Daniel Christian Ludolph Lehmus (* 3. Juli 1780 in Soest; † 18. Januar 1863 in Berlin) war ein Mathematiker, der heute vor allem für den nach ihm benannten Satz von Steiner-Lehmus bekannt ist.

## Leben
Ludolph Lehmus war ein Enkel des Dichters Johann Adam Lehmus; die Berliner Ärztin Emilie Lehmus (1841–1932) war seine Großnichte. Sein Vater Christian Balthasar Lehmus (1749–1814), der Gymnasialrektor in Soest und Rothenburg ob der Tauber und ab 1791 Pfarrer war, leitete selbst die schulische Ausbildung seines Sohnes. Nach der Ausbildung  studierte Lehmus von 1799 bis 1802 in Jena und Erlangen und ging 1803 nach Berlin. Dort hielt er Privatvorlesungen über Mathematik und wurde 1814 promoviert. Vom 18. Dezember 1813 bis Ostern 1815 war er als Privatdozent an der Universität Berlin tätig. 1814 nahm er eine Stelle als Lehrer für Mathematik und Naturwissenschaften am Hauptbergwerks-Eleven-Institut an und ab 1826 wurde er zusätzlich Lehrer an der Vereinigten Königlichen Artillerie- und Ingenieurschule. An dieser wurde ihm 1827 der Titel eines Professors verliehen und 1836 erhielt er den Roten Adlerorden vierter Klasse. Neben seiner Tätigkeit an diesen beiden Lehranstalten hielt er bis 1837 Vorlesungen an der Universität.

## Werk
Lehmus schrieb eine Reihe von mathematischen Lehrbüchern, unter ihnen sein mehrfach wiederaufgelegtes Lehrbuch zur Geometrie. Dieses enthält eine besonders einfache Lösung der Aufgabe des Ottajano. In seinem Buch Anwendung des höheren Calculs auf geometrische und mechanische, besonders ballistische Aufgaben untersuchte er als erster deutscher Mathematiker die Eigenschaften der Strophoide, einer speziellen ebenen Kurve. Lehmus verfasste zahlreiche Artikel für Mathematikzeitschriften und war unter anderem in der Erstausgabe von Crelles Journal (1826) mit einem Beitrag vertreten. In den Nouvelles Annales de Mathématiques veröffentlichte er eine elegante trigonometrische Lösung des Malfattischen Problems. Aufgrund eines Kopierfehlers, der teilweise auch noch in anderen späteren Publikationen übernommen wurde, wird er dort jedoch unter dem Namen Lechmütz geführt.
Im Jahre 1840 schrieb Lehmus einen Brief an den Schweizer Mathematiker Charles-François Sturm, in dem er den heute nach ihm benannten Satz formulierte und um einen elementargeometrischen Beweis seiner Aussage bat. Sturm reichte die Anfrage an Kollegen weiter und einer der ersten Beweise wurde von Jakob Steiner erbracht. 1850 veröffentlichte Ludolph Lehmus auch einen eigenen Beweis des Satzes.

## Werke (Auswahl)
- Aufgaben aus der Körperlehre. Berlin/Halle 1811
- Lehrbuch der Zahlen-Arithmetik, Buchstaben-Rechenkunst und Algebra. Leipzig 1816
- Lehrbuch der angewandten Mathematik. Band I-III, Berlin 1818, 1822 (Online-Kopie Band I (Google))
- Theorie des Krummzapfens. Berlin 1818
- Die ersten einfachsten Grundbegriffe und Lehren der höheren Analysis und Curvenlehre. Berlin 1819
- Uebungsaufgaben zur Lehre vom Größten und Kleinsten. Berlin 1823 (Online-Kopie (Google))
- Lehrbuch der Geometrie. Berlin 1826
- Sammlung von aufgelösten Aufgaben aus dem Gebiet der angewandten Mathematik. Berlin 1828
- Grundlehren der höheren Mathematik und der mechanischen Wissenschaften. Berlin 1831
- Anwendung des höheren Calculs auf geometrische und mechanische, besonders ballistische Aufgaben. Leipzig 1836
- Kurzer Leitfaden für den Vortrag der höheren Analysis, höheren Geometrie und analytischen Mechanik. Duncker und Humblot 1842 (Online-Kopie  (Google))
- Algebraische Aufgaben aus dem ganzen Gebiet der reinen Mathematik mit Angabe der Resultate. Duncker und Humblot, Berlin 1846 (Online-Kopie  (Google))
- Grenz-Bestimmungen bei Vergleichungen von Kreisen, welche von demselben Dreieck abhängig sind, sowohl unter sich als auch mit dem Dreieck selbst. C. Geibel, Leipzig 1851 (Online-Kopie  (Google))